# جايل باتريك
جايل باتريك (بالإنجليزية: Jaele Patrick) (من مواليد 4 مارس 1988) غطاسة أسترالية متخصصة في حدث القفز على الأقدام لثلاثة أمتار للسيدات. بعد أن بدأت لاعبة جمباز في الرابعة من عمرها ، تحولت إلى الغوص عندما كانت في الخامسة عشرة من عمرها وحضرت Texas A&M في منحة للغوص. احتلت المركز الحادي عشر في دورة الألعاب الاولمبية الصيفية 2012. 

## روابط خارجية
- جايل باتريك على موقع الاتحاد الدولي للسباحة (الإنجليزية)
- جايل باتريك على موقع أوليمبيديا (الإنجليزية)
- جايل باتريك على موقع اللجنة الأولمبية الأسترالية (الإنجليزية)
- جايل باتريك على موقع اتحاد ألعاب الكومنولث (مؤرشف) (الإنجليزية)